# شريفة فتحي
شريفة محمد فتحي (1 يناير 1933 - 19 ديسمبر 2007). شاعرة وأديبة وروائية وفنانة تشكيلية وكاتبة أغاني مصرية.

## حياتها
ولدت عام 1933م بضاحية حلوان، بمصر. نشأت في بيت علم، وتزوجت من الدكتور كمال الدين سامح عالم الآثار، وأحد رواد العمارة الإسلامية. عضو بندوة شعراء العروبة منذ الخمسينات، ومجلس إدارة محبي الفنون الجميلة، ورابطة الأدب الحديث وجمعية المؤلفين والملحنين، وجمعية الكاتبات المصريات، والنادي الثقافي المصري، كما عرفت بصالونها الأدبي المتميز الذي بدأ في الستينات.
نشرت شعرها في العديد من الدوريات المحلية والعربية. شاركت في كثير من المؤتمرات والمهرجانات الشعرية.

## دواوينها الشعرية
- شريفة فتحي في مهرجان الشعر 1961
- لهب وأمواج 1964
- في محراب الجمال 1975
- رحلة في قلب امرأة 1976
- تغريد 1990.

## أعمالها الإبداعية الأخرى
- بنت الصياد (أوبريت) 1961
- ثلاث روايات هي: كبرياء 1979- علاقة غير بريئة 1987- شهر زاد لم تعد جارية 1988.
- مجموعة قصصية: حدث ذات ليلة 1987.
- مؤلفاتها: الفن والمرأة.

حصلت على كأس القباني للشعر 1978، وجائزة القصة 1950- وترجمت أعمالها إلى عدد من اللغات. ممن كتبوا عنها: عزيز أباظة، ثروت أباظة، يوسف عز الدين عيسى، عبد العزيز الدسوقي.
عنوانها: 4 شارع أحمد نسيم- الجيزة- مصر.